# Daclatasvir
Daclatasvir, được bán dưới tên thương mại Daklinza, là một loại thuốc được sử dụng kết hợp với các loại thuốc khác để điều trị viêm gan C (HCV). Các loại thuốc khác được sử dụng phối hợp với thuốc này có thể kể đến như sofosbuvir, ribavirin và interferon, thay đổi tùy thuộc vào loại virus và liệu người đó có bị xơ gan hay không. Thuốc được uống một lần mỗi ngày.
Tác dụng phụ thường gặp với dạng phối hợp sofusbivir và daclatasvir có thể kể đến như nhức đầu, cảm thấy mệt mỏi và buồn nôn. Với dạng phối hợp của daclatasvir, sofusbivir và ribavirin, các tác dụng phụ phổ biến nhất là nhức đầu, cảm thấy mệt mỏi, buồn nôn và phân giải hồng cầu (tan máu). Thuốc này không nên được sử dụng kết hợp với cây St. John (Hypericum perforatum), rifampin, hoặc carbamazepine. Cơ chế hoạt động của thuốc là làm ức chế protein HCV NS5A.
Daclatasvir đã được phê duyệt để sử dụng ở châu Âu vào năm 2014 và Hoa Kỳ và Ấn Độ vào năm 2015. Thuốc nằm trong danh sách các thuốc thiết yếu của Tổ chức Y tế Thế giới, tức là nhóm các loại thuốc hiệu quả và an toàn nhất cần thiết trong một hệ thống y tế. Tính đến tháng 1 năm 2016, một đợt điều trị 12 tuần có giá khoảng 63.000 đô la ở Hoa Kỳ, 39.000 đô la ở Vương quốc Anh, 37.000 đô la ở Pháp và 525 đô la ở Ai Cập.